# Josef Hickersberger
Josef Hickersberger, född 27 april 1948 i Amstetten, är en österrikisk före detta professionell fotbollsspelare och tränare som under spelarkarriären spelade 39 matcher och gjorde 5 mål för det österrikiska landslaget. Sedan Hickersberger avslutade spelarkarriären 1982 har han bland annat tränat Österrikes landslag vid två olika tillfällen.

## Meriter
- VM i fotboll: 1978